# Cervera de la Cañada
Cervera de la Cañada és un municipi de la província de Saragossa situat a la comarca de la Comunitat de Calataiud.